# 圣但尼多尔克
圣但尼多尔克（法語：Saint-Denis-d'Orques，法語發音：[sɛ̃ dəni dɔʁk]）是法国萨尔特省的一个市镇，属于拉弗莱什区。

## 地理
圣但尼多尔克（48°1'42"N, 0°16'23"W）面积47.17 平方千米，位于法国卢瓦尔河地区大区萨尔特省，该省份为法国西北部内陆省份，北起顺时针与奥恩省、厄尔-卢瓦省、卢瓦-谢尔省、安德尔-卢瓦尔省、曼恩-卢瓦尔省和马耶讷省接壤，是法国大西部的入口，连接卢瓦尔河谷、布列塔尼和巴黎盆地。
与圣但尼多尔克接壤的市镇（或旧市镇、城区）包括：托尔塞维维耶-昂沙尔尼、茹埃昂沙尔尼、布吕隆、阿韦塞、维雷昂香槟、托里涅昂沙尔尼、布朗杜埃-圣让。

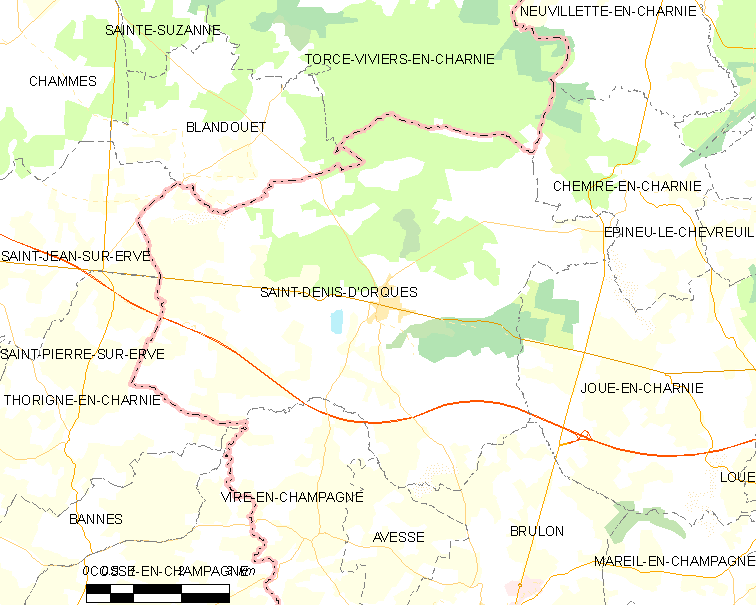
圣但尼多尔克的OSM定位图

圣但尼多尔克的时区为UTC+01:00、UTC+02:00（夏令时）。

## 行政
圣但尼多尔克的邮政编码为72350，INSEE市镇编码为72278。

## 政治
圣但尼多尔克所属的省级选区为卢埃县。

## 人口

1962-2008年间圣但尼多尔克人口变化图示

圣但尼多尔克于2022年1月1日时的人口数量为750人。